# 외계 은하
외계 은하(영어 : External Galaxy)는 우리 은하가 아닌 외계의 다른 은하를 가르키는 천문학적 용어이다. 외부 은하라는 이름으로도 불린다.

## 설명
우리 은하가 아닌 은하가 되는 외계 은하는 모두 다양한 모습을 한 은하들로 구성되어 있다. 단어 그대로의 넒은 의미로 본다면 우리 은하의 위성 은하들 마저 도 외계 은하에 속하지만 일반적으론 우리 은하의 위성 은하가 아닌 우리 은하에서 좀 더 거리가 먼 곳에 위치하는 은하를 외계 은하라고 부른다. 외계 은하 중에 하나인 개별 은하는 각각 성간 물질, 암흑 물질로 이뤄진 경우가 많으며 우주의 거대한 중력계로 인하여 우리 은하의 밖에는 수천 억 개의 외계 은하가 존재할 것으로 예상된다. 외계 은하에는 비교적 작은 크기의 왜소 은하와 우리 은하보다 더 큰 크기를 가지는 거대한 타원 은하, 나선 은하, 불규칙 은하가 존재한다. 이외에도 별을 폭발적으로 많이 생성하는 은하, 상호작용은하, 활동성 은하핵을 가진 특이 은하까지 매우 다양한 모습을 한 은하들이 있다.

## 같이 보기
- 외부은하 천문학
- 우리 은하
- 은하
- 천문학
- 외계